# Liste des monuments historiques d'Anvers/Rive gauche
Cette page regroupe l'ensemble des monuments classés du quartier de la rive gauche dans la ville d'Anvers.
| Objet                                             | Statut du classement? | Année de construction/architecte | Section communale | Adresse               | Coordonnées                      | Numéro d'inventaire | Illustration                       |
| ------------------------------------------------- | --------------------- | -------------------------------- | ----------------- | --------------------- | -------------------------------- | ------------------- | ---------------------------------- |
| (nl) Groep van zes eensgezinswoningen             |                       |                                  | Anvers            | Beatrijslaan 70       | 51° 13′ 00″ nord, 4° 22′ 59″ est | 7232                | Téléverser                         |
| (nl) Groep van zes eensgezinswoningen             |                       |                                  | Anvers            | Meeuwstraat 1         | 51° 13′ 00″ nord, 4° 22′ 59″ est | 7232                | Téléverser                         |
| (nl) Groep van zes eensgezinswoningen             |                       |                                  | Anvers            | Meeuwstraat 3         | 51° 13′ 00″ nord, 4° 22′ 59″ est | 7232                | Téléverser                         |
| (nl) Groep van zes eensgezinswoningen             |                       |                                  | Anvers            | Meeuwstraat 5         | 51° 13′ 00″ nord, 4° 22′ 59″ est | 7232                | Téléverser                         |
| (nl) Groep van zes eensgezinswoningen             |                       |                                  | Anvers            | Reigerstraat 2        | 51° 13′ 00″ nord, 4° 22′ 59″ est | 7232                | Téléverser                         |
| (nl) Groep van zes eensgezinswoningen             |                       |                                  | Anvers            | Reigerstraat 4        | 51° 13′ 00″ nord, 4° 22′ 59″ est | 7232                | Téléverser                         |
| (nl) Windmolen met café-restaurant                | Oui                   |                                  | Anvers            | Sint-Annastrand       | 51° 14′ 04″ nord, 4° 23′ 39″ est | 7233                | (nl) Windmolen met café-restaurant |
| (nl) Woning Van de Vyvere                         | Oui                   |                                  | Anvers            | Vlaamshoofdlaan 20    | 51° 13′ 02″ nord, 4° 22′ 56″ est | 61080               | Téléverser                         |
| (nl) Ventilatiegebouw voetgangerstunnel Sint-Anna | Oui                   |                                  | Anvers            | Beatrijslaan          | 51° 13′ 14″ nord, 4° 23′ 18″ est | 83746               | Téléverser                         |
| (nl) Ventilatiegebouw Waaslandtunnel              |                       |                                  | Anvers            | Charles de Costerlaan | 51° 13′ 36″ nord, 4° 23′ 27″ est | 83747               | Téléverser                         |
| (nl) Woning Schandevyl                            |                       |                                  | Anvers            | Thonetlaan 20         |                                  | 212413              | Téléverser                         |